# Karen Chen
Karen Chen (* 16. August 1999 in Fremont) ist eine US-amerikanische Eiskunstläuferin. Sie tritt im Einzellauf an und erreichte bei den Weltmeisterschaften 2017 den vierten sowie bei den Olympischen Winterspielen 2018 den elften Platz. Bei den Olympischen Winterspielen 2022 gewann sie zusammen mit dem Team der Vereinigten Staaten die Goldmedaille im Teamwettbewerb.

## Karriere
Chen nahm an den Eiskunstlauf-Juniorenweltmeisterschaften 2014 teil, bei denen sie den neunten Platz erreichte. Bei ihrer zweiten Teilnahme 2015 verbesserte sie sich auf den achten Platz.

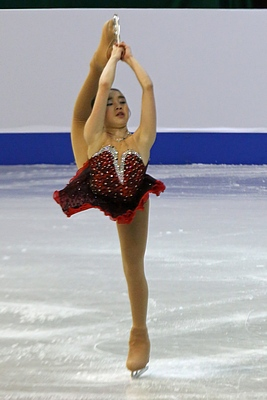
Chen bei der Junioren-WM 2014

In der Saison 2015/16 nahm Chen mit dem Cup of China und mit Skate America an ihren ersten Wettbewerben der ISU-Grand-Prix-Serie teil. Im Dezember 2015 gewann Chen mit der Bronzemedaille beim Golden Spin of Zagreb ihre erste Medaille bei einem internationalen Wettbewerb der ISU-Challenger-Serie.
In der folgenden Saison wurde sie US-amerikanische Meisterin. Bei ihren ersten Weltmeisterschaften, 2017 in Helsinki, stellte sie in Kurzprogramm und Kür persönliche Bestleistungen auf, wodurch sie Vierte wurde.
Bei den Olympischen Winterspielen 2018 wurde sie Elfte. Die Teilnahme an den Weltmeisterschaften im selben Jahr sagte sie ab.
Bei den Olympischen Winterspielen 2022 in Peking, bei denen sie im Teamwettbewerb zusammen mit dem US-amerikanischen Team die Goldmedaille gewann, trat sie sowohl in der Kür als auch im Kurzprogramm an. Im darauffolgenden Einzelwettbewerb konnte Chen den 16. Platz erreichen.

## Ergebnisse
| Meisterschaft / Jahr                    | 2015    | 2016    | 2017    | 2018    | 2019    | 2020    | 2021    | 2022    |
| --------------------------------------- | ------- | ------- | ------- | ------- | ------- | ------- | ------- | ------- |
| Olympische Winterspiele                 |         |         |         | 11.     |         |         |         | 16.     |
| Weltmeisterschaften                     |         |         | 4.      |         |         |         | 4.      | 8.      |
| Vier-Kontinente-Meisterschaften         |         | 12.     | 12.     |         |         | 7.      |         |         |
| US-amerikanische Meisterschaften        | 3.      | 8.      | 1.      | 3.      |         | 4.      | 3.      | 2.      |
| Wettbewerb / Saison                     | 2014/15 | 2015/16 | 2016/17 | 2017/18 | 2018/19 | 2019/20 | 2020/21 | 2021/22 |
| GP Cup of China                         |         | 5.      | 7.      |         |         |         |         |         |
| GP Internationaux de France             |         |         |         |         |         |         |         | 5.      |
| GP NHK Trophy                           |         |         | 6.      |         |         | 9.      |         |         |
| GP Skate America                        |         | 5.      |         | 8.      |         | 8.      | 4.      |         |
| GP Skate Canada                         |         |         |         | 7.      |         |         |         | 10.     |
| CS Autumn Classic International         |         |         |         |         |         | 4.      |         | 4.      |
| CS Finlandia Trophy                     |         |         |         |         |         |         |         | 6.      |
| CS Golden Spin of Zagreb                |         | 3.      | 7.      |         |         |         |         |         |
| CS U.S. International FS Classic        |         | 4.      | 3.      | 3.      |         |         |         |         |
| Teamwettbewerb / Saison                 | 2014/15 | 2015/16 | 2016/17 | 2017/18 | 2018/19 | 2019/20 | 2020/21 | 2021/22 |
| Olympische Winterspiele                 |         |         |         |         |         |         |         | 1.      |
| World Team Trophy                       |         |         | 3.      |         |         |         | 2.      |         |
| GP = Grand Prix; CS = Challenger Series |         |         |         |         |         |         |         |         |